# Phainopepla nitens
Phainopepla nitens là một loài chim trong họ Ptilogonatidae.